# NCIS (17.ª temporada)
A décima sétima temporada de NCIS estreou em 24 de setembro de 2019 nos EUA.
A série gira em volta da equipe ficcional de agentes especiais do NCIS, o qual conduzem investigações criminais envolvendo a Marinha dos Estados Unidos e o Corpo de Fuzileiros Navais dos Estados Unidos.
Programada inicialmente para 24 episódios, a temporada acabou sendo suspensa após o 20º episódio, devido à pandemia do coronavírus.

## Elenco
|  | Principal |  | Recorrente |

| Personagem               | Ator/atriz        | Cargo                                         | Cargo |
| ------------------------ | ----------------- | --------------------------------------------- | ----- |
| Leroy Jethro Gibbs       | Mark Harmon       | Agente Especial Supervisor                    |       |
| Timothy McGee            | Sean Murray       | Agente Especial Sênior                        |       |
| Eleanor "Ellie" Bishop   | Emily Wickersham  | Agente Especial                               |       |
| Leon Vance               | Rocky Carroll     | Diretor do NCIS                               |       |
| Donald "Ducky" Mallard   | David McCallum    | Historiador do NCIS e Ex-Médico Legista Chefe |       |
| Jimmy Palmer             | Brian Dietzen     | Médico Legista                                |       |
| Nicholas "Nick" Torres   | Wilmer Valderrama | Agente Especial                               |       |
| Jacqueline "Jack" Sloane | Maria Bello       | Agente Especial e Analista Comportamental     |       |
| Kasie Hines              | Diona Reasonover  | Analista forense                              |       |
| Ziva David               | Cote de Pablo     | Ex-agente do NCIS e do Mossad                 |       |
| Phillip Brooks           | Don Lake          | Ex-Capitão da Marinha e amigo de Gibbs        |       |
| Faith Tolliver           | Kate Hamilton     | Filha biológica de Jack Sloane                |       |
| Grace Confalone          | Laura San Giacomo | Psicóloga                                     |       |
| Odette Malone            | Elayn J. Taylor   | Ex-Agente da CIA e senhoria de Ziva           |       |

## Episódios
A décima sétima temporada de NCIS iniciou-se sob o impacto do retorno de Ziva David (Cote de Pablo) e as consequências desse fato para a equipe. A temporada trouxe ainda novas revelações sobre o passado de Jack Sloane.
Prevista inicialmente para 24 episódios, a temporada foi interrompida após o 20º episódio, devido à pandemia do COVID-19.
| Seq. | Episódios | Título                 | Direção             | Escrito por                            | Data de exibição        | Audiência EUA (em milhões) |
| --- | --------- | ---------------------- | ------------------- | -------------------------------------- | ----------------------- | -------------------------- |
| 379 | 1         | "Out of the Darkness"  | Terrence O'Hara     | Gina Lucita Monreal                    | 24 de setembro de 2019  | 12.57                      |
| Quando Ziva retorna, avisando Gibbs que sua vida está em perigo, os dois são forçados a fugir para localizar Sahar, o mentor responsável. Enquanto isso, a equipe investiga, com a revelação da sobrevivência de Ziva deixando grandes brechas entre eles. Personagem recorrente: Cote de Pablo como Ziva David |           |                        |                     |                                        |                         |                            |
| 380 | 2         | "Into the Light"       | Tony Wharmby        | Steve D. Binder                        | 1 de outubro de 2019    | 12.51                      |
| A investigação sobre a ameaça contra Gibbs e Ziva é revertida quando ataques são feitos contra congressistas. Depois de ser encurralado por NCIS e Ziva, Sahar decreta o "plano C", o que resulta em ela e seus capangas serem mortos. Durante esses eventos, Gibbs e Ziva fazem as pazes depois que ela revela ter se sentido abandonada por Gibbs não a procurar quando sua morte foi relatada, e Ziva diz a Gibbs que ela tem mais uma coisa que precisa fazer sozinha antes de se reunir com sua família. Personagem recorrente: Cote de Pablo como Ziva David |           |                        |                     |                                        |                         |                            |
| 381 | 3         | "Going Mobile"         | Thomas J. Wright    | Scott A. Williams                      | 8 de outubro de 2019    | 11.19                      |
| Depois que um corpo é encontrado embaixo de um caminhão que entra no Navy Yard, a investigação da morte do homem os leva a um parque de trailers com vários residentes interessantes; Sloane tenta fazer com que a equipe fale sobre a recente aparição e partida de Ziva. |           |                        |                     |                                        |                         |                            |
| 382 | 4         | "Someone Else's Shoes" | Michael Zinberg     | Christopher J. Waild                   | 15 de outubro de 2019   | 10.87                      |
| A equipe do NCIS investiga uma cena de crime bizarra no Cemitério Nacional de Arlington, que está ligada a uma série de ataques a veteranos sem-teto. Além disso, como uma punição por mentir ao diretor Vance sobre o repentino reaparecimento de Ziva, McGee, Bishop e Torres terão que passar o dia inteiro realizando limpeza de garagem de provas. |           |                        |                     |                                        |                         |                            |
| 383 | 5         | "Wide Awake"           | Diana Valentine     | Brendan Fehily                         | 22 de outubro de 2019   | 11.34                      |
| O NCIS investiga o Cabo da Marinha Laney Alimonte depois que as evidências sugerem que ela matou seu vizinho enquanto estava sendo tratada de insônia por um hipnoterapeuta. Além disso, Gibbs faz amizade com seus novos vizinhos, uma mãe solteira e seu filho de 9 anos, depois que a bola de beisebol deste último quebra acidentalmente sua janela. Personagem recorrente: Laura San Giacomo como Grace Confalone |           |                        |                     |                                        |                         |                            |
| 384 | 6         | "Institutionalized"    | Tony Wharmby        | David J. North                         | 5 de novembro de 2019   | 10.88                      |
| Ao investigar a morte de um oficial da Marinha anteriormente preso, Kasie precisa lutar com unhas e dentes quando o principal suspeito é seu amigo de infância. |           |                        |                     |                                        |                         |                            |
| 385 | 7         | "No Vacancy"           | Rocky Carroll       | Marco Schnabel                         | 12 de novembro de 2019  | 11.65                      |
| Enquanto investiga o assassinato de um fuzileiro naval, a equipe do NCIS descobre um labirinto de câmeras espiãs de transmissão ao vivo escondidas nos quartos de um motel da Virgínia. |           |                        |                     |                                        |                         |                            |
| 386 | 8         | "Musical Chairs"       | Michael Zinberg     | Kate Torgovnick May                    | 19 de novembro de 2019  | 11.12                      |
| A equipe do NCIS investiga o assassinato de um músico na banda de elite da Marinha que se apresenta em eventos diplomáticos ao redor do mundo. |           |                        |                     |                                        |                         |                            |
| 387 | 9         | "IRL"                  | Terrence O'Hara     | Christopher J. Waild                   | 26 de novembro de 2019  | 11.06                      |
| O NCIS investiga o assassinato de um oficial mesquinho que foi transmitido ao vivo em um aplicativo popular de videogame. Além disso, Gibbs observa seu vizinho de 9 anos, Phineas (Jack Fisher), quando sua mãe deve sair em uma viagem de última hora. |           |                        |                     |                                        |                         |                            |
| 388 | 10        | "The North Pole"       | James Whitmore Jr.  | Gina Lucita Monreal                    | 17 de dezembro de 2019  | 11.10                      |
| Gibbs ajuda a mãe de Phineas, Sarah, com um problema de encanamento e nota um corte na mão dela, que diz que se feriu ao raspá-la contra um cano. Enquanto isso, a dona de casa de Ziva, Odette, instrui Bishop a recuperar um pen drive em um clube em troca de US$ 100 mil, mas, em vez de entregá-lo a Odette (que se revela haver sido demitida de uma operação especial da CIA), ela o apresenta à equipe. O único arquivo na unidade é a foto de um homem não identificado arrastando o amigo de Ziva, Adam Eshel, para uma fábrica abandonada. Flashbacks mostram Ziva no tempo decorrido da explosão da fazenda de Eli. A investigação revela que a "Sahar" morta anteriormente (veja 17x02 "Into the Wind") é uma impostora. Gibbs e Ziva chegam tarde demais para salvar Adam, mas ele lhes diz que a verdadeira Sahar é "alguém que você conhece" antes de morrer. Eles percebem que Adam estava conversando com Gibbs em vez de Ziva, levando-os à conclusão de que Sahar é a vizinha de Gibbs, Sarah, e Gibbs é forçado a matá-la durante seu confronto com Ziva. Odette oferece "treinamento especial" a Bishop no escritório de Ziva, e Gibbs relutantemente sobe as escadas em sua casa para contar a Phineas sobre sua mãe. Personagem recorrente: Cote de Pablo como Ziva David |           |                        |                     |                                        |                         |                            |
| 389 | 11        | "In the Wind"          | Rocky Carroll       | Scott Williams                         | 7 de janeiro de 2020    | 10.39                      |
| Gibbs se envolve profundamente e pessoalmente em um caso em que Phineas desaparece, para a preocupação de sua equipe em relação ao seu bem-estar. O caso também incomoda Torres, depois de ter flagrado um anel de tráfico de crianças enquanto estava disfarçado. Ziva junta-se à equipe na investigação. Victor Mir, o dono do clube com o qual NCIS já havia se cruzado antes, é revelado como Halabi, um homem que trabalha em um círculo terrorista com o irmão do pai biológico de Phineas, e a equipe o prende antes que ele possa levar Phineas ao tio na Líbia. Phineas é então reunido com seus pais adotivos, dos quais ele foi separado quando sua mãe mentiu para ele sobre eles não o desejarem mais. Ziva então se despede da equipe enquanto Jimmy se prepara para levá-la ao aeroporto para que ela possa voar para Paris e se reunir com sua família. Personagem recorrente: Cote de Pablo como Ziva David |           |                        |                     |                                        |                         |                            |
| 390 | 12        | "Flight Plan"          | Tawnia McKiernan    | Brendan Fehily                         | 14 de janeiro de 2020   | 10.12                      |
| Enquanto investigava o acidente de um caça da Marinha, a equipe descobre que o piloto havia falsificado sua morte; McGee está preocupado em fazer uma vasectomia. |           |                        |                     |                                        |                         |                            |
| 391 | 13        | "Sound Off"            | William Webb        | Lisa Di Troll                          | 21 de janeiro de 2020   | 11.36                      |
| Quando o corpo de um fuzileiro naval é encontrado em um local para testes de drones, o NCIS deve determinar se foi assassinato ou acidente. Enquanto isso, Jimmy entrevista cuidadosamente os candidatos para o cargo de assistente de examinador médico. |           |                        |                     |                                        |                         |                            |
| 392 | 14        | "On Fire"              | Mark Horowitz       | David J. North e Steven D. Binder      | 28 de janeiro de 2020   | 12.12                      |
| Enquanto Torres e Bishop estão correndo, Torres é atropelado por um carro em alta velocidade. Como Torres está em coma, o NCIS e uma vingativa Bishop devem navegar por um campo minado político envolvendo Xavier Zolotov, o filho mimado de uma família russa influente. Durante o curso da investigação, a equipe encontra Zolotov assassinado (presumivelmente por sua namorada, que era suspeita material na tarefa secreta anterior de Torres anos antes). Um fio de cabelo loiro é encontrado na cena do crime; a namorada é loira, levando a equipe a suspeitá-la, embora McGee esteja desconfortável com a possibilidade de Bishop ter seguido sua intenção de matar Zolotov. No entanto, depois que ela confirma que não fez isso no final do episódio, McGee começa a suspeitar que Gibbs pode ter matado Zolotov para protegê-la. |           |                        |                     |                                        |                         |                            |
| 393 | 15        | "Lonely Hearts"        | Michael Zinberg     | Marco Schnabel                         | 11 de fevereiro de 2020 | 11.75                      |
| O principal suspeito dos assassinatos de dois fuzileiros navais é uma mulher que Phillip Brooks, amigo de Gibbs, conheceu em um site de namoro. Além disso, Sloane tem um admirador secreto no Dia dos Namorados, e Torres está fora do hospital após o incidente. |           |                        |                     |                                        |                         |                            |
| 394 | 16        | "Ephemera"             | Diana Valentine     | Christopher J. Waild                   | 18 de fevereiro de 2020 | 11.91                      |
| Ao investigar o suicídio de um oficial da Marinha aposentado que deixou uma moeda rara, valiosa - e possivelmente roubada - para o Museu Nacional da Marinha, a equipe se imagina em sua história de vida para descobrir como a moeda terminou em seu poder. |           |                        |                     |                                        |                         |                            |
| 395 | 17        | "In a Nutshell"        | Michael Zinberg     | Katie White                            | 10 de março de 2020     | 10.75                      |
| O NCIS investiga o assassinato de um oficial que foi morto exatamente da mesma maneira que seus pais dez anos antes. A irmã da vítima, Claire, recriou "cascas de nozes" que descrevem a morte de seus pais, o que ajuda a equipe na investigação. Enquanto isso, a equipe concorda em se livrar de alguns de seus pertences pessoais para doar para uma instituição de caridade, mas alguns têm mais dificuldade em abrir mão do que outros. O episódio termina com Bishop recebendo um texto de Odette. |           |                        |                     |                                        |                         |                            |
| 396 | 18        | "Schooled"             | Alrick Riley        | Kate Torgovnick May & Steven D. Binder | 24 de março de 2020     | 13.22                      |
| Quando um fuzileiro naval aparentemente bem considerado é encontrado morto em um lago próximo a um evento popular da comunidade, a equipe percebe que é um hacker procurado. Enquanto isso, a filha biológica de Sloane, Faith, solicita o histórico médico de seu pai, forçando acidentalmente Sloane a confrontar o homem que a estuprou anos atrás após uma festa na faculdade. |           |                        |                     |                                        |                         |                            |
| 397 | 19        | "Blarney"              | Rocky Carroll       | Scoot Williams                         | 31 de março de 2020     | 13.65                      |
| Jimmy e Kasie são mantidos reféns na lanchonete que Gibbs frequenta habitualmente, por três homens armados, depois que o assalto a uma joalheria praticado por eles termina mal. |           |                        |                     |                                        |                         |                            |
| 398 | 20        | "The Arizona"          | James Withmore, Jr. | Gina Lucita Monreal                    | 14 de abril de 2020     | 13.49                      |
| A equipe tenta verificar a identidade de Joe Smith, que afirma ter servido no USS Arizona durante os ataques de Pearl Harbor e quer que suas cinzas sejam enterradas lá quando ele morrer. Enquanto isso, McGee involuntariamente fica preso em uma reunião de família de pessoas que ele não conhece. Nota: Este episódio foi dedicado às vítimas de Pearl Harbor, bem como aos socorristas e às pessoas na linha de frente da batalha contra a pandemia de Coronavírus. Participação especial: Christopher Lloyd |           |                        |                     |                                        |                         |                            |

### Produção
O NCIS foi renovado pela décima sétima temporada em 11 de abril de 2019.
Em 13 de Março de 2020, a CBS anunciou que as filmagens da 17ª temporada foram suspensas devido à pandemia do Coronavírus.

### Recepção

#### Audiência
| №  | Título                 | Exibição original       | Rating/share (18–49) | Audiência (em milhões) | DVR (18–49)    | Audiência em DVR (milhões) | Total (18–49)  | Audiência total (em milhões) |
| -- | ---------------------- | ----------------------- | -------------------- | ---------------------- | -------------- | -------------------------- | -------------- | ---------------------------- |
| 1  | "Out of the Darkness"  | 24 de setembro de 2019  | 1.3/7                | 12.57                  | 0.7            | 4.36                       | 2.0            | 16.93                        |
| 2  | "Into the Light"       | 1 de outubro de 2019    | 1.3/7                | 12.51                  | 0.6            | 4.02                       | 1.9            | 16.54                        |
| 3  | "Going Mobile"         | 8 de outubro de 2019    | 1.1/6                | 11.19                  | 0.7            | 4.05                       | 1.8            | 15.25                        |
| 4  | "Someone Else's Shoes" | 15 de outubro de 2019   | 1.1/5                | 10.87                  | 0.6            | 3.63                       | 1.7            | 14.50                        |
| 5  | "Wide Awake"           | 22 de outubro de 2019   | 1.1/5                | 11.34                  | 0.6            | 3.71                       | 1.7            | 15.05                        |
| 6  | "Institutionalized"    | 5 de novembro de 2019   | 1.0/5                | 10.88                  | 0.6            | 3.80                       | 1.6            | 14.68                        |
| 7  | "No Vacancy"           | 12 de novembro de 2019  | 1.1/5                | 11.65                  | 0.6            | 3.51                       | 1.7            | 15.16                        |
| 8  | "Musical Chairs"       | 19 de novembro de 2019  | 1.0/5                | 11.12                  | 0.6            | 3.50                       | 1.6            | 14.62                        |
| 9  | "IRL"                  | 26 de novembro de 2019  | 1.1/6                | 11.06                  | 0.6            | 3.74                       | 1.7            | 14.80                        |
| 10 | "The North Pole"       | 17 de dezembro de 2019  | 1.0/5                | 11.10                  | 0.6            | 3.86                       | 1.6            | 14.96                        |
| 11 | "In the Wind"          | 7 de janeiro de 2020    | 1.0/5                | 10.39                  | 0.6            | 3.64                       | 1.6            | 14.03                        |
| 12 | "Flight Plan"          | 14 de janeiro de 2020   | 1.0/5                | 10.12                  | 0.7            | 4.10                       | 1.7            | 14.22                        |
| 13 | "Sound Off"            | 21 de janeiro de 2020   | 1.0/6                | 11.36                  | 0.6            | 3.67                       | 1.6            | 15.03                        |
| 14 | "On Fire"              | 28 de janeiro de 2020   | 1.1/6                | 12.12                  | 0.5            | 3.39                       | 1.6            | 15.51                        |
| 15 | "Lonely Hearts"        | 11 de fevereiro de 2020 | 1.0/5                | 11.75                  | 0.7            | 3.80                       | 1.7            | 15.55                        |
| 16 | "Ephemera"             | 18 de fevereiro de 2020 | 1.1/6                | 11.91                  | 0.6            | 3.59                       | 1.7            | 15.50                        |
| 17 | "In a Nutshell"        | 10 de março de 2020     | 1.0/6                | 10.75                  | 0.5            | 3.56                       | 1.5            | 14.31                        |
| 18 | "Schooled"             | 24 de março de 2020     | 1.3/6                | 13.22                  | 0.5            | 3.33                       | 1.8            | 16.55                        |
| 19 | "Blarney"              | 31 de março de 2020     | 1.3/6                | 13.65                  | 0.5            | 2.91                       | 1.8            | 16.56                        |
| 20 | "The Arizona"          | 14 de abril de 2020     | 1.3/6                | 13.49                  | por determinar | por determinar             | por determinar | por determinar               |